# Down Boy
Down Boy è il secondo singolo della cantante australiana Holly Valance estratto dal suo album di debutto Footprints.
Dopo il tormentone Kiss Kiss, questo brano conferma il gran successo esordiente della Valance.  Raggiunge infatti in meno di due settimane la posizione numero 2 della UK Singles Chart. La canzone è stata presentata anche al Festival di Sanremo del 2003 dove la Valance si esibì con dei ballerini. Riuscì ad entrare anche nella top 10 italiana grazie al programma Striscia La Notizia che scelse la canzone come stacchetto delle veline.

## Il video
Il video è diretto nuovamente da Tim Royes e coreografato da Luca Tommassini che aveva già lavorato in precedenza con la Valance per il video di Kiss Kiss. Il video viene diviso in vari spezzettoni: comincia con due scene diverse che si alternano fra loro: una dove la Valance è sulla porta di una casa e l'altra si vede la ragazza mentre coccola un uomo e poi, quando comincia a cantare, si vede anche altra gente sullo sfondo e Holly è seduta su un divano e fra le gambe ha un ragazzo cui le accarezza la testa. Poi la scena prende varie posizioni: una è situata in un bagno dove la cantante si sta aggiustando, un'altra dove si ritrova stesa sul letto con ragazzi e ragazze e un'altra dove balla insieme a dei ballerini. Poi la scena si risposta nuovamente in una macchina dove la Valance è alla guida, ma la macchina non è in movimento e ha al suo fianco un altro ragazzo ancora e, dopo essersi specchiata sullo specchietto retrovisore la scena si sposta in una stanza dove una coppia sta per farlo. Si ritorna nuovamente alla macchina dove Holly guarda il ragazzo al suo fianco e gli chiude lo sportello. Dopo si vedono solo scene dove la Valance balla e canta con dei ballerini e quando è a letto con i ragazzi e le ragazze.

## Classifiche
| Classifica (2002)         | Peak position |
| ------------------------- | ------------- |
| UK Singles Chart          | 2             |
| Australian Singles Chart  | 3             |
| Ireland Singles Chart     | 8             |
| Italy Singles Chart       | 9             |
| Europe Singles Chart      | 12            |
| Netherlands Singles Chart | 34            |
| New Zealand Singles Chart | 35            |
| Switzerland Singles Chart | 70            |

## Formati del Singolo e Tracce
Europe/Australia CD 01
1. Down Boy (Radio Edit) — 03:25
2. Down Boy (Twin Club Mix) — 06:08
3. Down Boy (Almighty Mix) — 06:49
4. Down Boy (Official Music Video)

Europe CD 02
1. Down Boy (Radio Edit) — 03:25
2. Down Boy (Aphrodite Remix) — 06:19
3. Kiss Kiss (Jah Wobble Mix) — 03:25

Europe 2-Tracks CD
1. Down Boy (Radio Edit) — 03:25
2. Down Boy (Twin Club Mix) — 06:08

Australia CD 02
1. Down Boy (Radio Edit)
2. Down Boy (Aphrodite Remix)
3. Down Boy (Blackout Remix) (featuring S'Oreal)
4. Kiss Kiss (Jah Wobble Mix)

Taiwan Maxi Single
1. Down Boy (Radio Edit) — 03:25
2. Down Boy (Almighty Mix) — 06:49
3. Down Boy (Twin Club Mix) — 06:08
4. Down Boy (Aphrodite Remix) — 06:19
5. Down Boy (Blackout Remix) (featuring S'Oreal) — 04:28
6. Down Boy (Twin Down Boy Dub) — 05:55

Europe/Asia/Australia Promo
1. Down Boy (Radio Edit) — 03:25

Promo Vinyl 12 01
1. Down Boy (Twin Club Mix) — 06:08
2. Down Boy (Almighty Mix) — 06:49
3. Down Boy (Twin Down Boy Dub) — 05:44

Promo Vinyl 12 02
1. Down Boy (Aphrodite Remix) — 06:19
2. Down Boy (Blackout Remix) (featuring S'Oreal) — 04:28

Nonostante il singolo sia del 2002 l'edizione CD è uscita solo nel 2006 sia in versione materiale sia in digital download. Nel Regno Unito infatti è uscito il 14 agosto 2006 e in Italia il 1º maggio 2006.

## Remix e Versioni Ufficiali
- Radio Edit — 03:25
- Extended Mix — 03:55
- Twin Radio Edit — 03:08
- Twin Club Mix — 06:08
- Twin Down Boy Dub — 05:55
- Blackout Remix - featuring S'Oreal — 04:28
- Almighty Mix — 06:49
- Aphrodite Remix — 06:19
- Aphrodite Radio Edit — 04:14